# Assemblea dell'anno XIII
L'Assemblea dell'anno XIII (in spagnolo Asamblea del Año XIII), conosciuta anche come Assemblea Generale Costituente e Sovrana dell'anno 1813 (Asamblea General Constituyente y Soberana del Año 1813), fu un congresso di deputati che il Secondo Triumvirato, arrivato al potere nell'ottobre del 1812 nelle Province Unite del Río de la Plata, decise di convocare con lo scopo di proclamare l'indipendenza, redigere una costituzione e definire una struttura istituzionale per la nuova entità statale.
Creata con l'intento di rappresentare la popolazione appena emancipata dalla dominazione spagnola, non riuscì però ad integrare nel suo seno alcuni rappresentanti delle province dell'interno. Inoltre i diversi interessi confluiti in essa, dividendo i deputati, ebbero l'effetto di rinviare la dichiarazione di indipendenza. Nonostante ciò, nel corso dei suoi due anni d'esistenza, l'Assemblea dovette stabilire una serie di importanti riforme.
Inaugurata il 31 gennaio 1813, ma presto logorata dai disaccordi interni e dai prodromi della guerra civile, divenne alla fine lo strumento legislativo di un esecutivo autoritario. L'Assemblea tenne la sua ultima seduta nel gennaio del 1815.

## Origini
Nel corso dell'anno 1812, la perdita di credito del Primo Triumvirato, organo esecutivo insediatosi a Buenos Aires nel settembre dell'anno precedente, andò aumentando dopo che quest'ultimo ebbe dissolta l'Assemblea che si era riunita per nominare il sostituto del triumviro Juan José Paso, giunto al termine delle sue funzioni. L'opposizione, riunita nei circoli della Sociedad Patriótica, iniziò una dura battaglia contro il governo, acquisendo forza nei centri nevralgici della vita sociale della città.
In tale situazione, il Triumvirato fu costretto a convocare il 3 giugno 1812 una nuova assemblea elettorale, che avrebbe dovuto eleggere i deputati per un Congresso capace di dare una costituzione alla nuova entità statale formatasi dopo la Rivoluzione di Maggio; tale assemblea fu tuttavia dominata dal volere dei triumviri, al punto di non riconoscere la nomina del deputato di Mendoza, Bernardo de Monteagudo, uno dei capi dell'opposizione. In questo contesto arrivò a Buenos Aires la notizia della vittoria di Manuel Belgrano a Tucumán, dove aveva ingaggiato battaglia disobbedendo agli ordini del Triumvirato, che gli aveva ordinato di ritirarsi verso Córdoba. L'8 ottobre 1812, reparti dell'esercito guidati da Carlos María de Alvear e José de San Martín, accompagnati da numerosi civili vicini alla Sociedad Patriótica, promossero una sommossa che costrinse i triumviri alle dimissioni; il cabildo cittadino nominò in tal modo un nuovo esecutivo, il Secondo Triumvirato, che avrebbe dovuto rimanere in carica fino alla convocazione di un'Assemblea Generale Costituente.
Con un decreto del 24 ottobre 1812, il Secondo Triumvirato fissò i termini per l'elezione della nuova Assemblea Generale, che avrebbe dovuto riunirsi nel gennaio dell'anno successivo; a Buenos Aires furono concessi quattro deputati, mentre i capoluoghi provinciali avrebbero dovuto designare due rappresentanti ciascuno e le altre città uno, con l'eccezione di San Miguel de Tucumán, alla quale erano concessi due deputati.

## Attività
Il 31 gennaio 1813 l'Assemblea si riunì per la prima volta a Buenos Aires. Il suo primo atto fu quello di dichiararsi sovrana, non riconoscendo alcun potere superiore al suo; ogni riferimento alla sovranità di Ferdinando VII fu tralasciato. Allo stesso momento, i deputati elessero come proprio presidente Alvear, dichiararono la loro inviolabilità e delegarono il potere esecutivo al Triumvirato fino a nuove disposizioni.
Nel corso del tempo andarono a formarsi nel suo interno due diverse fazioni contrapposte. Una, riunita attorno ad Alvear, risultò di tendenze più conservatrici e pose maggiore attenzione agli equilibri politici europei; l'altra, che aveva come personaggio di riferimento San Martín, propugnava invece una più decisa accelerazione sul tema dell'indipendenza. La disputa si concluse con la presa di potere di Alvear e l'allontanamento di San Martín, designato comandante dell'Esercito del Nord in sostituzione di Belgrano.

## Principali risoluzioni
L'Assemblea dell'anno XIII stabilì, tra le altre cose:
- La creazione dello stemma statale; tale simbolo è ancora usato nella Repubblica Argentina.
- L'adozione dell'Inno Nazionale.
- L'estinzione dei titoli nobiliari.
- La soppressione della Santa Inquisizione.
- L'affrancamento degli indios dall'obbligo di pagare tributi.
- L'abolizione della tortura.
- L'Assemblea stabilì inoltre le forme e i limiti dell'esecutivo e del potere giudiziario.[8]

Riguardo alla schiavitù, fu decretata la “libertà di ventre”: ogni individuo nato sul territorio delle Province Unite del Río de la Plata dopo il 31 gennaio 1813 doveva considerarsi libero. Ad un primo decreto del 4 febbraio 1813 che dichiarava libero ogni schiavo che pestasse il suolo nazionale, però, seguì il 21 gennaio 1814 un'altra disposizione, che limitava tale regola agli schiavi introdotti nel Paese attraverso il commercio o la vendita; tale restrizione fu dettata da motivi di politica estera, a seguito della minaccia di invasione portoghese dal vicino Brasile.

## Evoluzione e caduta
La modificata situazione internazionale, con l'imminente sconfitta francese nella guerra d'indipendenza spagnola, e le sconfitte di Belgrano in Alto Perù finirono per spingere l'Assemblea, in un momento di pericolo, a concentrare il potere sul Triumvirato. Nel settembre del 1813 le sessioni si interruppero; alla ripresa fu creata una “Commissione permanente” di cinque deputati con il compito di convocare l'organo legislativo in caso di urgenza. Su indicazione del governo, il 26 gennaio 1814 i deputati crearono la figura del Direttore Supremo delle Province Unite del Río de la Plata, concentrando in tal modo il potere esecutivo nelle mani di una sola persona.
Le diverse ribellioni all'interno del territorio delle Province Unite, e in particolare l'ammutinamento dell'esercito che combatteva per l'indipendenza nell'Alto Perù, provocarono nel gennaio del 1815 le dimissioni del primo Direttore Supremo, Gervasio Antonio de Posadas; in una situazione di estremo pericolo per l'intera rivoluzione fu nominato suo sostituto il giovane generale Alvear. L'Assemblea si riunì per l'ultima volta il 26 gennaio 1815; nell'ultima sessione si limitò a redigere un manifesto nel quale informava la popolazione della situazione e dei sacrifici che sarebbero occorsi per difendere il territorio, consegnando tutto il potere nelle mani del nuovo Direttore Supremo.